# Élection présidentielle mozambicaine de 2019
L'élection présidentielle mozambicaine de 2019 s'est déroulée le 15 octobre 2019. Des élections législatives et provinciales ont eu lieu le même jour.
Le président sortant Filipe Nyusi est réélu pour un second mandat dès le premier tour.

## Campagne
Une mission d'observation de l'Union européenne accuse le parti au pouvoir, le FRELIMO, d'utiliser des fonds publics pour sa campagne électorale, et note un traitement médiatique disproportionné en faveur du gouvernement. La campagne est également entachée de violences commises par des membres dissidents du parti RENAMO, ancien groupe rebelle, qui font au moins un mort. 

## Système électoral
Le président de la République est élu au suffrage universel direct  uninominal majoritaire à deux tours pour un mandat de cinq ans. Si aucun candidat ne remporte la majorité absolue des voix dès le premier tour, un second est organisé entre les deux candidats arrivés en tête. Celui recueillant le plus de suffrages est alors déclaré élu. Nul ne peut exercer plus de deux mandats consécutifs.

## Résultats
| Candidats              | Candidats              | Partis                 | Premier tour | Premier tour |  |
| Candidats              | Candidats              | Partis                 | Voix         | %            |  |
| ---------------------- | ---------------------- | ---------------------- | ------------ | ------------ |  |
|                        | Filipe Nyusi           | FRELIMO                | 4 639 172    | 73,46        |  |
|                        | Ossufo Momade          | RENAMO                 | 1 356 786    | 21,48        |  |
|                        | Daviz Simango          | MDM                    | 273 599      | 4,33         |  |
|                        | Mário Albino           | AMUSI                  | 46 048       | 0,73         |  |
|                        |                        |                        |              |              |  |
| Votes valides          | Votes valides          | Votes valides          | 6 315 605    | 92,55        |  |
| Votes blancs           | Votes blancs           | Votes blancs           | 284 446      | 4,17         |  |
| Votes nuls             | Votes nuls             | Votes nuls             | 223 875      | 3,28         |  |
| Total                  | Total                  | Total                  | 6 823 926    | 100          |  |
| Abstention             | Abstention             | Abstention             | 6 338 395    | 48,16        |  |
| Inscrits/Participation | Inscrits/Participation | Inscrits/Participation | 13 162 321   | 51,84        |  |

## Analyse
Filipe Nyusi est réélu avec 73 % des voix, après une campagne électorale marquée par des violences et des intimidations envers la société civile,,. Des organisations de la société civile mozambicaine et missions d'observation électorale dont celle de l'Union européenne soulignent des irrégularités lors du scrutin.